# 은주의 방
《은주의 방》은 매주 화요일, 노란구미 작가가 네이버 만화에서 매주 화요일에 연재하는 대한민국의 웹툰이다.

## 등장인물
- 심은주